# Filip Jović
Filip Jović (in serbo Филип Јовић?; Kruševac, 6 agosto 1997) è un calciatore serbo, centrocampista del Napredak Kruševac.

## Caratteristiche
È un centrocampista difensivo.

## Carriera

### Club
Cresciuto nel settore giovanile del Partizan, nel 2016 viene ceduto al Teleoptik con cui fa il suo esordio fra i professionisti il 4 settembre 2017 giocando il match di seconda divisione perso 2-1 contro il Metalac. L'anno seguente passa al Napredak Kruševac in Superliga dove gioca 15 incontri. Nel settembre 2019 scende di categoria con il Novi Pazar e nel mercato di gennaio seguente si trasferisce al Radnik Surdulica. Il 14 marzo segna la sua prima rete, siglando il gol del momentaneo pareggio nella sfida di campionato persa 2-1 contro il TSC Bačka Topola.

### Nazionale
Ha giocato con la nazionale serba Under-19.

## Statistiche
Statistiche aggiornate al 18 dicembre 2020.

### Presenze e reti nei club
| Stagione        | Squadra           | Campionato      | Campionato | Campionato | Coppe nazionali | Coppe nazionali | Coppe nazionali | Coppe continentali | Coppe continentali | Coppe continentali | Altre coppe | Altre coppe | Altre coppe | Totale | Totale | Totale |
| Stagione        | Squadra           | Comp            | Pres       | Reti       | Comp            | Pres            | Reti            | Comp               | Pres               | Reti               | Comp        | Pres        | Reti        | Pres   | Reti   |        |
| --------------- | ----------------- | --------------- | ---------- | ---------- | --------------- | --------------- | --------------- | ------------------ | ------------------ | ------------------ | ----------- | ----------- | ----------- | ------ | ------ | ------ |
| 2017-2018       | Teleoptik         | PL              | 25         | 0          | CS              | 0               | 0               |                    | -                  | -                  |             | -           | -           | 25     | 0      |        |
| 2018-2019       | Napredak Kruševac | SL              | 15         | 0          | CS              | 1               | 0               |                    | -                  | -                  |             | -           | -           | 16     | 0      |        |
| 2019-gen. 2020  | Novi Pazar        | PL              | 14         | 0          | CS              | 1               | 0               |                    | -                  | -                  |             | -           | -           | 15     | 0      |        |
| gen.-giu. 2020  | Radnik Surdulica  | SL              | 6          | 1          | CS              | 0               | 0               |                    | -                  | -                  |             | -           | -           | 6      | 1      |        |
| 2020-2021       | Radnik Surdulica  | SL              | 19         | 0          | CS              | 0               | 0               |                    | -                  | -                  |             | -           | -           | 19     | 0      |        |
| Totale carriera | Totale carriera   | Totale carriera | 79         | 1          |                 | 2               | 0               |                    | -                  | -                  |             | -           | -           | 81     | 1      |        |